# برادر کوچک

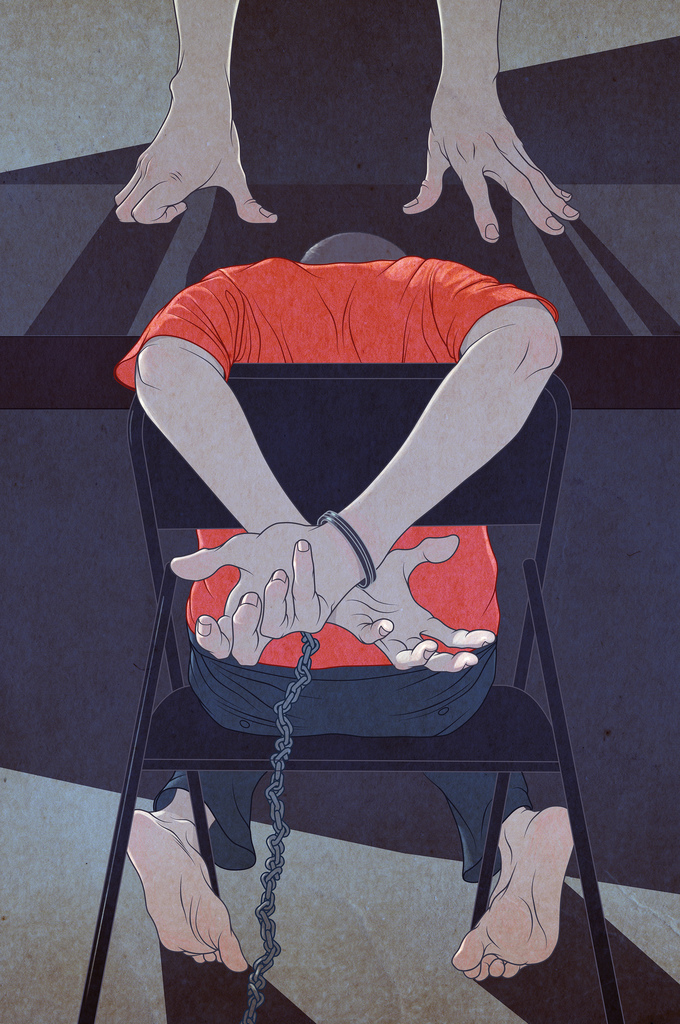
مارکوس هنگام بازرسی توسط مأموران دی‌اچ‌اس

برادر کوچک نام رمانی است از کوری دکترو که در سال ۲۰۰۸ (میلادی) توسط انتشارات تور بوکز (به انگلیسی: Tor) منتشر شده و توسط گروهی مترجمان داوطلب، به فارسی برگردانده شده‌است. این رمان دربارهٔ چندین نوجوان در سان فرانسیسکو است که بعد از یک حملهٔ تروریستی در شهرشان، با حملهٔ وزارت امنیت میهن ایالات متحده آمریکا به حقوق شهروندیشان مواجه می‌شوند و سعی می‌کنند از آن دفاع کنند.
در این کتاب مسایل امنیتی شبکه و اینترنت به زبان سادهٔ داستان بیان شده‌است.
این کتاب تحت مجوز Creative Commons Atrribution-NonCommercial-ShareAlike 3.0 منتشر شده‌است.